# دانشگاه فناوری جمهوری آذربایجان
دانشگاه فناوری جمهوری آذربایجان (ترکی آذربایجانی: Azərbaycan Texnologiya Universiteti) یک دانشگاه دولتی است که در رشته‌های مهندسی، صنایع نساجی و صنایع غذایی فعالیت دارد. این دانشگاه در شهر گنجه کشور جمهوری آذربایجان قرار دارد و در سال ۱۹۸۱ میلادی توسط دولت جمهوری سوسیالیستی آذربایجان شوروی بنیان‌‌گذاری شد. این دانشگاه دارای ۳ دانشکده و ۲۱ گروه آموزشی است.